# Bienvillers Military Cemetery
Bienvillers Military Cemetery is een Britse militaire begraafplaats met gesneuvelden uit de Eerste en Tweede Wereldoorlog, gelegen in het Franse dorp Bienvillers-au-Bois (departement Pas-de-Calais). De begraafplaats werd ontworpen door Charles Holden en ligt aan de Rue Saint-Etton op 1.1 km ten zuidwesten van het dorpscentrum (Église Saint-Jacques). Ze heeft een trapeziumvormig grondplan met een oppervlakte van bijna 7.300 m² en wordt omsloten door een natuurstenen muur. Aan de voorzijde staan twee open toegangsgebouwen met twee zuilen in de zijgevels en onder een plat dak. De Stone of Remembrance staat tussen deze twee toegangen. Het Cross of Sacrifice staat iets verder op het terrein in dezelfde aslijn als de Stone.
Er liggen 1.605 slachtoffers uit de Eerste Wereldoorlog (waaronder 425 niet geïdentificeerde) en 16 uit de Tweede Wereldoorlog begraven.
De begraafplaats wordt onderhouden door de Commonwealth War Graves Commission.

## Geschiedenis
De begraafplaats werd door de 37th Division in september 1915 aangelegd en door andere divisies verder gebruikt tot maart 1917. Toen de frontlinie dichter bij het dorp kwam te liggen werd de begraafplaats van maart tot september 1918 opnieuw in gebruik genomen. Ze werd voltooid in 1922-24 nadat een aantal graven, voornamelijk van 1916, van de slagvelden aan de Ancre werden toegevoegd. De eenentwintig percelen tonen een opmerkelijke afwisseling van originele graven in regiment- of divisiegroepen. 
Onder de geïdentificeerde slachtoffers uit de Eerste Wereldoorlog zijn er 1.181 Britten, 9 Nieuw-Zeelanders, 5 Australiërs, 1 Canadees en 1 Duitser. Twee slachtoffers worden met Special Mimorials herdacht omdat hun graven niet meer gelokaliseerd konden worden en men neemt aan dat ze zich onder naamloze grafzerken bevinden. 
De 16 slachtoffers uit de Tweede Wereldoorlog sneuvelden allemaal in de eerste maanden van de oorlog, voordat de Duitse inval in mei 1940 de evacuatie van het Britse Expeditieleger uit Frankrijk afdwongen.

## Graven

### Onderscheiden militairen
- Walter Lorrain Brodie, luitenant-kolonel bij de Highland Light Infantry werd onderscheiden met het Victoria Cross en het Military Cross (VC, MC).
- John Hay Maitland Hardyman, luitenant-kolonel bij de Somerset Light Infantry werd onderscheiden met de Distinguished Service Order en het Military Cross (DSO, MC).
- Charles Kenneth James, luitenant-kolonel bij het Border Regiment werd tweemaal onderscheiden met de Distinguished Service Order (DSO and bar).
- luitenant-kolonel Claud Frederick Pilkington Parry (Royal Field Artillery), luitenant-kolonel Archibald Hugh James (Northumberland Fusiliers) en kapitein Murray Inglis Christie (Royal Fusiliers) werden onderscheiden met de Distinguished Service Order (DSO).
- de majoors Geoffrey Meame, Charles Clark, J.C. O'Callaghan en Allan Gordon Hall, allen bij de (Royal Field Artillery), de kapiteins J.L. Lees (Tank Corps) en G.A.M.C.K. Morant (West Yorkshire Regiment (Prince of Wales's Own)), de luitenants W.R. Dibb (Royal Field Artillery), Alfred Bryan (Highland Light Infantry) en Robert Cecil Muir MacKenzie (Durham Light Infantry) en de onderluitenants Stuart Wycliffe Goodwin (Border Regiment) en John Melvyn Watkins (New Zealand Field Artillery) werden onderscheiden met het Military Cross (MC).
- Sidney Fenton, compagnie sergeant-majoor bij de Royal Scots werd onderscheiden met de Distinguished Conduct Medal en de Military Medal (DCM, MM).
- sergeant E.W. Fulford (Royal Engineers), sergeant R.J. Scott (Royal Garrison Artillery) en soldaat Edward Francis Parker (Oxford and Bucks Light Infantry) werden onderscheiden met de Distinguished Conduct Medal (DCM).
- nog 27 militairen werden onderscheiden met de Military Medal (MM).

### Minderjarige militairen
- de soldaten Simeon Taylor (Leicestershire Regiment) en Alfred Benjamin Jones (Machine Gun Corps (Infantry)) waren 17 jaar toen ze sneuvelden.

### Aliassen
- kanonnier Harold Simpson diende onder het alias bij de Royal Field Artillery.
- soldaat David Cousins diende onder het alias David Jones bij de Welsh Guards.
- soldaat Claude Buck diende onder het alias C. Ashton bij het Lincolnshire Regiment.